# قاعدة غواصات فالنتين
قاعدة غواصات فالنتين هو ملجأ وقائي على نهر فيسر في ضاحية في بريمن، تم تصميمه لبناء غواصات يو الألمانية خلال الحرب العالمية الثانية. كان قيد الإنشاء من عام 1943 إلى مارس 1945 باستخدام عمال السخرة، لكنه تضرر بسبب الغارات الجوية. كان أكبر منشأة محصنة لغواصات يو في ألمانيا، وكان في المرتبة الثانية بعد تلك التي تم بناؤها في بريست في فرنسا. 
كان يختلف عن ملاجئ غواصات يو الأخرى التي كانت تؤوي الغواصات ولا تصنعها. 

## روابط خارجية
- Denkort Bunker Valentin .
- Valentin bunker .
- الإستعراضات الخاصة بمعالم الحرب العالمية الثانية ، QuickTime VR ، المنظر البانورامي للداخلية في Valentin